# کوریلو
کوریلو (انگلیسی: Curillo) نام شهری در کشور کلمبیا است.